# Michael Myers
Michael Myers egy kitalált karakter a Halloween című slasherfilm-sorozatból. Első alkalommal 1978-ban tűnik fel John Carpenter Halloween – A rémület éjszakája című filmjében, mint egy fiatal fiú, aki meggyilkolja nővérét, Judith Myers-t. Tizenöt évvel később visszatér az illinois-i Haddonfieldbe, hogy újabb tinédzsereket gyilkoljon meg. Az eredeti Halloweenben a felnőtt Michael Myers-t, akit a zárójelenetben Alaknak neveznek, a film nagy részében Nick Castle alakította, majd Tony Moran helyettesítette az utolsó jelenetben, amikor Michael arca láthatóvá válik. A karaktert John Carpenter alkotta meg, és tizenegy filmben, valamint regényekben, több videójátékban és képregényben is feltűnt.
A karakter az elsődleges ellenfél a Halloween filmsorozatban, kivéve a Halloween 3. – Boszorkányos időszak című filmben, amely nem kapcsolódik a többi filmhez. Mióta Castle, Moran és Wallace az eredeti filmben felvették a maszkot, hatan léptek ugyanebbe a szerepbe. Castle, George P. Wilbur, Tyler Mane és James Jude Courtney az egyetlen színészek, akik többször is megformálták Michael Myers-t. Mane és Courtney az egyedüli színészek, akik egymást követő filmekben is megformálták. Az első két filmben Michael egy fehérre festett Kirk kapitány maszkot visel. A maszkot, amely William Shatner arcáról készült, eredetileg az 1975-ös The Devil's Rain című horrorfilmben használták.

## Megjelenések
Michael Myers az összes Halloween-filmben feltűnik, kivéve a Halloween 3. – Boszorkányos időszak című filmben, amely nem tartalmazott elemeket az előző két filmből, de az eredeti Halloween-filmet játszó televíziós filmben viszont szerepelt. Myers szerepelt már kiterjesztett univerzumú regényekben és képregényekben is.